# بالینتوی
بالینتوی (به انگلیسی: Ballintoy) یک روستا در بریتانیا است که در شهرستان انتریم واقع شده‌است. بالینتوی ۱۶۵ نفر جمعیت دارد.